# Proyecto Spamhaus
El Proyecto Spamhaus es una organización international, basada en Londres y Ginebra, fundada en 1998 por Steve Linford para rastrear correos electrónicos de spam y actividades relacionadas al mismo. El nombre spamhaus, una expresión pseudo-alemana fue acuñada por Linford para referirse a proveedores de servicios de Internet u otras firmas que producen spams o brindan servicios a quienes lo hacen.

## Listasantispam
El proyecto Spamhaus responsable de compilar varias listas antispam ampliamente usadas. Muchos proveedores de servicios de Internet y servidores de correo electrónico usan estas listas para reducir el spam que alcanza a sus usuarios. En 2006, los servicios de Spamhouse protegieron a 650 millones de usuarios de correos electrónicos, incluyendo el Parlamento Europeo, la amada de Estados Unidos, la Casa Blanca y Microsoft de millones de correos electrónicos de spam diarios.
Spamhouse distribuye las listas en forma de listas negras basadas en DNS (DNSBLs) y listas blancas (DNSWLs). Las listas son ofrecidas como un servicio público gratuito a operadores de servidores de correos electrónicos de bajo nivel de Internet. En cambio, los servicios comerciales de filtrado de spam y otros sitios que realizan un gran número de consultas deben suscribirse a un feed basado en rsync de estos DNSBL, que Spamhaus llama Datafeed Service. Spamhaus describe la manera en que la tecnología DNSBL funciona en un documento llamado Understanding DNSBL Filtering.
La Spamhaus Block List (Lista de bloqueo de Spamhaus o SBL por sus siglas en inglés) apunta a listar direcciones IP que son fuente de spam verificadas (incluyendo sppamers y servicio que soportan el spam). Estas listas están parcialmente basadas en el índice ROKSO de spammers conocidos.
La Exploits Block List (Lista de bloqueo de exploits o XBL por sus siglas en inglés) apunta a "exploits de 3ras partes, incluyendo open proxies, gusanos y virus con motores de spam, PCs y servidores infectadas con virus y otros tipos de exploits de caballo de troya". La XBL incluye información reunida por la Spamhaus y por otras operaciones de DNSBL como las Composite Blocking List (Lista de Bloqueo compuesta, CBL por sus siglas en inglés).
La Policy Block List (Lista de bloqueo de políticas o PBL por sus siglas en inglés) es similar a la lista de usuarios de Dialup. Esta lista incluye no solo las direcciones de IP dinámicas sino también estáticas que no deberían enviar correos electrónicos directamente a servidores de 3.as partes. Ejemplo de esto son los ruoters núcleo de los ISPs, usuarios corporativos quienes deben enviar sus correos electrónicos por los servidores de su compañía y direcciones IP sin asignar. Mucha de esta información es provista a Spamhaus por organizaciones que controlan el espacio de direcciones IP, típicamente ISPs.
La Domain Block List (Lista de bloqueo de dominios o DBL por sus siglas en inglés) fue lanzada en marzo del 2010 y es una lista de nombres de dominios que es a su vez una lista de bloqueo de URIs y una Right Hand Side BlackLists (RHSBL). Esta lista incluye dominios de spam y sitios relacionados con malware y phishing. Más tarde se agregó una zona de "abusadores de acortadores de URL", una manera en la que comúnmente los spammers insertan enlaces en correos electrónicos de spam.
La  Botnet Controller List (Lista de controladores de botnet o BCL por sus siglas en inglés) fue lanzada en junio del 2012 y es una lista de direcciones IP que Spamhaus cree que son operadas por cibercriminales con el solo propósito de armar una infraestructura de comando y control. Estas infraestructuras son usadas comúnmente por cibercriminales para controlar computadoras infectadas por malware.
La Spamhaus White List (Lista blanca de Spamhaus o SWL por sus siglas en inglés) fue lanzada en octubre del 2010 y es una lista blanca de direcciones IPv4 y IPv6. Esta lista pretende permitir a servidores de correo electrónico separar el tráfico entrante en tres categorías: Bueno, Malo y Desconocido. Solo los remitentes legítimos verificados con buena reputación son aprobados y tienen que seguir términos estrictos para mantener su cuenta.
La Domain White List (Lista blanca de dominios o DWL por sus siglas en inglés) fue lanzada en octubre del 2010 y es una lista blanca de nombres de dominio. Permite la certificación automática de dominios con firmas DKIM. Solo los remitentes legítimos verificados con buena reputación son aprobados y tienen que seguir términos estrictos para mantener su cuenta.
Spamhaus también provee dos listas combinadas. Una es la SBL+XBL y la segunda es llamada ZEN que combina todas las listas basadas en direcciones IP de Spamhaus.

### Registro de Operaciones Conocidas de Spam
El Registro de Operaciones Conocidas de Spam de Spamhaus o ROKSO (por sus siglas en inglés) es una base de datos de spammers y operaciones de spam que han sido terminadas. Contiene información de fuentes públicas sobre estas personas, dominios, direcciones y alias.
La base de datos ROKSO permite a los ISPs evaluar a nuevos clientes, asegurándose que se le dificulte encontrar almacenamiento web a los spammers listados allí.